# キャデラック・レコード 音楽でアメリカを変えた人々の物語
『キャデラック・レコード 音楽でアメリカを変えた人々の物語』（キャデラック・レコード おんがくでアメリカをかえたひとびとのものがたり、原題：Cadillac Records）は、2008年のアメリカ映画。
シカゴ・ブルースのレーベル「チェス・レコード」をモデルにした伝記・ミュージカル映画。第66回ゴールデングローブ賞歌曲賞ノミネート。
登場するモデルの年式と背景の年度に若干の誤差がある。最後にチェスが乗っていた車は60年式のエルドラド ビアリッツ。

## キャスト
- レナード・チェス：エイドリアン・ブロディ（宮本充）
- マディ・ウォーターズ：ジェフリー・ライト（藤真秀）
- エタ・ジェイムズ：ビヨンセ・ノウルズ（東條加那子）
- リトル・ウォルター：コロンバス・ショート（板倉光隆）
- チャック・ベリー：モス・デフ（金谷ヒデユキ）
- レベッタ・チェス：エマニュエル・シュリーキー（加藤忍）
- ウィリー・ディクソン：セドリック・ジ・エンターテイナー（宝亀克寿）
- ジェニーヴァ・ウェイト：ガブリエル・ユニオン（林真里花）
- ハウリン・ウルフ：イーモン・ウォーカー（大友龍三郎）
- タミー・ブランチャード
- ノーマン・リーダス

## 製作の背景
2008年2月にニュージャージー州、ミシシッピ州で撮影。ビヨンセが製作総指揮を務めた。
当初、レナード・チェス役にはマット・ディロンがキャスティングされていたが、エイドリアン・ブロディに変更となった。